# 丛林鸦
丛林鸦（学名：Corvus macrorhynchos levaillantii），是鸦科鸦属的巨嘴鴉的一個亞種，分布于缅甸、孟加拉国、印度、泰国、斯里兰卡和尼泊尔。该物种的保护状况被评为无危。
丛林鸦的平均体重约为365.0克。栖息地包括城市和干燥的稀树草原。